# Taylor Swift (Album)
Taylor Swift ist das Debütalbum der US-amerikanischen Sängerin Taylor Swift. Es erschien in den Vereinigten Staaten am 24. Oktober 2006 über das Label Big Machine Records. 2007 wurde eine Deluxe-Edition des Albums inklusive DVD veröffentlicht. In Deutschland erschien das Album 2008.

## Produktion
Bei dem Album fungierte Scott Borchetta als Executive Producer. Alle Lieder wurden von den Musikproduzenten Nathan Chapman und Robert Ellis Orrall produziert.

## Covergestaltung
Das Albumcover der Standard-Edition zeigt Taylor Swift, die den Betrachter ansieht. Im Hintergrund, der in bunten Farbtönen gehalten ist, sind Schmetterlinge zu erkennen. Links unten im Bild befindet sich der weiße Schriftzug Taylor Swift. Auf der Deluxe-Edition sieht man Taylor Swift, die in einem weißen Kleid im Wasser kniet und den Betrachter anblickt, wobei sie eine rosa Blume in den Händen hält. Der Hintergrund ist in blauen Farbtönen gehalten und zeigt ebenfalls Schmetterlinge. Der Schriftzug Taylor Swift befindet sich im unteren Teil des Bildes in Weiß.

## Titellisten
| #  | Titel                      | Länge |
| -- | -------------------------- | ----- |
| 1  | Tim McGraw                 | 3:52  |
| 2  | Picture to Burn            | 2:53  |
| 3  | Teardrops on My Guitar     | 3:33  |
| 4  | A Place in This World      | 3:19  |
| 5  | Cold as You                | 3:59  |
| 6  | The Outside                | 3:27  |
| 7  | Tied Together with a Smile | 4:08  |
| 8  | Stay Beautiful             | 3:56  |
| 9  | Should’ve Said No          | 4:02  |
| 10 | Mary’s Song (Oh My My My)  | 3:33  |
| 11 | Our Song                   | 3:22  |

| #  | Titel                                | Länge |
| -- | ------------------------------------ | ----- |
| 12 | I’m Only Me When I’m with You        | 3:35  |
| 13 | Invisible                            | 3:25  |
| 14 | A Perfectly Good Heart               | 3:42  |
| 15 | Teardrops on My Guitar (Pop-Version) | 2:59  |

| #  | Titel                                   | Länge |
| -- | --------------------------------------- | ----- |
| 1  | Tim McGraw                              | 3:52  |
| 2  | Picture to Burn                         | 2:53  |
| 3  | Teardrops on My Guitar                  | 3:33  |
| 4  | A Place in This World                   | 3:19  |
| 5  | Cold as You                             | 3:59  |
| 6  | The Outside                             | 3:27  |
| 7  | Tied Together with a Smile              | 4:08  |
| 8  | Stay Beautiful                          | 3:56  |
| 9  | Should’ve Said No                       | 4:02  |
| 10 | Mary’s Song (Oh My My My)               | 3:33  |
| 11 | Our Song                                | 3:22  |
| 12 | I’m Only Me When I’m with You           | 3:35  |
| 13 | Invisible                               | 3:25  |
| 14 | A Perfectly Good Heart                  | 3:42  |
| 15 | Taylor’s 1st Phone Call with Tim McGraw | 4:44  |

| # | Titel                                                      | Länge |
| - | ---------------------------------------------------------- | ----- |
| 1 | Tim McGraw (Music Video)                                   | 4:00  |
| 2 | Yahoo! Music Performance & Interview Feature of Tim McGraw | 4:06  |
| 3 | Teardrops on My Guitar (Music Video)                       | 3:45  |
| 4 | Teardrops on My Guitar (Behind the Scenes Video)           | 4:16  |
| 5 | Our Song (Music Video)                                     | 3:30  |
| 6 | Our Song (Behind the Scenes Video)                         | 11:30 |
| 7 | Taylor’s Home Movie                                        | 5:40  |

## Kommerzieller Erfolg
| Professionelle Bewertungen | Professionelle Bewertungen |
| Quelle                     | Bewertung                  |
| -------------------------- | -------------------------- |
| allmusic                   | [ 3 ]                      |

### Chartplatzierungen

#### Album
Taylor Swift erreichte in den US-amerikanischen Albumcharts Platz 5 und konnte sich insgesamt 284 Wochen in den Top 200 halten. Im Vereinigten Königreich stieg es nach Veröffentlichung des Nachfolgers Fearless im Jahr 2009 auf Rang 81 in die Charts ein und hielt sich drei Wochen in den Top 100. Dagegen konnte es sich in den deutschen und schweizerischen Charts nicht platzieren. In Österreich kam es erst 2024 in die Charts.
| ChartsChartplatzierungen       | Höchstplatzierung | Wochen |
| ------------------------------ | ----------------- | ------ |
| Österreich (Ö3)                | 49 (2 Wo.)        | 2      |
| Vereinigte Staaten (Billboard) | 5 (284 Wo.)       | 284    |
| Vereinigtes Königreich (OCC)   | 81 (3 Wo.)        | 3      |

| ChartsJahrescharts (2007)      | Platzierung |
| ------------------------------ | ----------- |
| Vereinigte Staaten (Billboard) | 19          |

| ChartsJahrescharts (2008)      | Platzierung |
| ------------------------------ | ----------- |
| Vereinigte Staaten (Billboard) | 5           |

| ChartsJahrescharts (2009)      | Platzierung |
| ------------------------------ | ----------- |
| Vereinigte Staaten (Billboard) | 24          |

| ChartsJahrescharts (2010)      | Platzierung |
| ------------------------------ | ----------- |
| Vereinigte Staaten (Billboard) | 62          |

| ChartsJahrescharts (2011)      | Platzierung |
| ------------------------------ | ----------- |
| Vereinigte Staaten (Billboard) | 164         |

#### Singles
Die fünf aus dem Album ausgekoppelten Singles Tim McGraw, Teardrops on My Guitar, Our Song, Picture to Burn und Should’ve Said No erreichten alle recht hohe Platzierungen in den US-amerikanischen Charts und wurden dort mindestens mit einer Platin-Schallplatte für jeweils mehr als eine Million verkaufte Exemplare ausgezeichnet.
| Jahr | Titel                  | Höchstplatzierung, Gesamtwochen, AuszeichnungChartplatzierungen (Jahr, Titel, , Platzierungen, Wochen, Auszeichnungen, Anmerkungen) | Höchstplatzierung, Gesamtwochen, AuszeichnungChartplatzierungen (Jahr, Titel, , Platzierungen, Wochen, Auszeichnungen, Anmerkungen) | Anmerkungen                                                   |
| Jahr | Titel                  | UK | US | Anmerkungen                                                   |
| ---- | ---------------------- | --- | --- | ------------------------------------------------------------- |
| 2006 | Tim McGraw             | — | US40 Platin · (20 Wo.)US | Erstveröffentlichung: 16. Juni 2006 Verkäufe: + 2.000.000     |
| 2007 | Teardrops on My Guitar | UK51 Silber · (10 Wo.)UK | US13 ×3Dreifachplatin · (48 Wo.)US                                                                                                  | Erstveröffentlichung: 19. Februar 2007 Verkäufe: + 3.280.000  |
| 2007 | Our Song               | — | US16 ×4Vierfachplatin · (36 Wo.)US                                                                                                  | Erstveröffentlichung: 9. September 2007 Verkäufe: + 4.580.000 |
| 2008 | Picture to Burn        | — | US28 ×2Doppelplatin · (20 Wo.)US | Erstveröffentlichung: 29. Januar 2008 Verkäufe: + 2.040.000   |
| 2008 | Should’ve Said No      | — | US33 Platin · (20 Wo.)US | Erstveröffentlichung: 18. Mai 2008 Verkäufe: + 1.500.000      |

### Auszeichnungen für Musikverkäufe
Das Album wurde in den Vereinigten Staaten für über sieben Millionen verkaufte Exemplare mit 7-fach Platin ausgezeichnet. Außerdem erhielt es im Vereinigten Königreich eine Goldene Schallplatte für mehr als 100.000 Verkäufe. Die weltweiten Verkaufszahlen beliefen sich bis Oktober 2015 auf rund 7,75 Millionen.
| Land/Region                  | Auszeichnungen für Musikverkäufe (Land/Region, Auszeichnung, Verkäufe) | Verkäufe  |
| ---------------------------- | ---------------------------------------------------------------------- | --------- |
| Australien (ARIA)            | 2× Platin                                                              | 140.000   |
| Kanada (MC)                  | Platin                                                                 | 100.000   |
| Neuseeland (RMNZ)            | Platin                                                                 | 15.000    |
| Singapur (RIAS)              | Gold                                                                   | 5.000     |
| Vereinigte Staaten (RIAA)    | 7× Platin                                                              | 7.000.000 |
| Vereinigtes Königreich (BPI) | Gold                                                                   | 217.000   |
| Insgesamt                    | 2× Gold · 11× Platin ·                                                 | 7.477.000 |

Hauptartikel: Taylor Swift/Auszeichnungen für Musikverkäufe/Alben